# Reẕāābād-e Sarhang
Reẕāābād-e Sarhang är en ort i Iran.   Den ligger i provinsen Khorasan, i den nordöstra delen av landet, 700 km öster om huvudstaden Teheran. Reẕāābād-e Sarhang ligger 1 193 meter över havet och antalet invånare är 312.
Terrängen runt Reẕāābād-e Sarhang är platt åt nordost, men åt sydväst är den kuperad. Runt Reẕāābād-e Sarhang är det ganska tätbefolkat, med 185 invånare per kvadratkilometer. Närmaste större samhälle är Chenārān, 6,5 km öster om Reẕāābād-e Sarhang. Omgivningarna runt Reẕāābād-e Sarhang är i huvudsak ett öppet busklandskap.